# Bataille de Tiburon (février 1794)
Pour les articles homonymes, voir Bataille de Tiburon.
Révolution haïtienne
Batailles
Insurrections (1791-1793)
- Bois-Caïman
- Croix-des-Bouquets
- Morne Pelé
- 1re La Tannerie
- Port-au-Prince
- Le Cap-français

Interventions espagnoles et britanniques (1793-1798)
- 2e La Tannerie
- Marmelade
- Saint-Michel-de-l'Attalaye
- Ennery
- 3e La Tannerie
- Fort-Dauphin
- 1re Tiburon
- L'Acul
- La Bombarde
- 2e Tiburon
- Les Gonaïves
- Port-Républicain
- 1re Dondon
- Massacre de Fort-Dauphin
- Saint-Marc
- Léogane
- Saint-Raphaël
- Trutier
- 3e Tiburon
- 1re Verrettes
- Grande-Rivière
- Mirebalais
- Las Cahobas
- 2e Verrettes
- Petite-Rivière
- 2e Dondon
- 1re Les Irois
- Jean-Rabel
- 2e Les Irois

Guerre des couteaux (1799-1800)
- Jacmel

Expédition de Saint-Domingue (1802-1803)
- La Ravine-à-Couleuvres
- Kellola
- Plaisance
- La Crête à Pierrot
- Noyades du Cap-Français
- Port-au-Prince
- Vertières
- Massacres de 1804 en Haïti

La première bataille de Tiburon se déroule les 2 et 3 février 1794, pendant la révolution haïtienne. Elle s'achève par la victoire des Britanniques, qui s'emparent de la localité de Tiburon.

## Prélude
Le 31 janvier 1794, les troupes britanniques embarquent à Jérémie, en vue de mener une attaque contre la petite ville de Tiburon,,. Le 3 octobre 1793, les forces anglaises du lieutenant-colonel John Whitelocke et les royalistes français de Morin Duval avaient mené une première tentative, mais celle-ci s'était soldée par un échec pour les assaillants qui avaient perdu 20 hommes tués ou blessés,,.

## Forces en présence
Pour cette expédition, le lieutenant-colonel John Whitelocke commande des troupes du 13e régiment d'infanterie, du 20e régiment d'infanterie et du 49e régiment d'infanterie légère (en), appuyés par le corps des chasseurs noirs de Jean Kina,.
Selon Thomas Madiou, le fort de Tiburon dispose pour sa défense de 500 soldats, noirs et hommes de couleur, commandés par Dartiguenave, avec 22 canons,. Le rapport du lieutenant-colonel anglais Whithelocke évalue le nombre des républicains, qualifiés de « brigands », à 850, dont 650 noirs et 200 mulâtres et blancs, avec 25 pièces d'artillerie.

## Déroulement
Le soir du 2 février, la flotte anglaise mouille dans la rade aux abords de Tiburon, tandis que les chasseurs noirs de Jean Kina prennent position aux Irois afin de ménager une retraite aux Anglais en cas d'échec. Trois frégates jettent alors l'ancre près du rivage, à l'Anse du Mitau, d'où elles ouvrent le feu pour dégager la plage de Tiburon.
Peu avant la tombée de la nuit, le lieutenant-colonel Whitelocke fait débarquer le 49e régiment d'infanterie légère, mené par le major Brent Spencer (en), afin de prendre possession d'une habitation bien située,. Les Français tentent de reprendre pied sur la plage pour s'opposer à cette descente, mais ils sont rapidement repoussés par les hommes de Spencer,,. Le lendemain, à l'aube, Whitelocke débarque à son tour avec les 13e et 20e régiments, ainsi que les Royal Marines,. Les Anglais ne rencontrent plus de résistance et constatent que les Français ont abandonné tous leurs postes pour se replier sur Les Cayes,.

## Pertes
Selon rapport du lieutenant-colonel John Whitelocke, les pertes britanniques sont de trois morts et onze blessés, dont un capitaine,,,. Selon Bryan Edwards, les pertes seraient plutôt de 25 tués ou blessés, d'après les informations donnée par un officier ayant pris part à l'action. Les pertes républicaines sont évaluées par Whitelocke à environ 50 morts ou blessés, et 150 prisonniers,,. Les Anglais s'emparent également de 25 pièces d'artillerie, dont 18 canons de 18 livres, quatre canons de 6 ou 8 livres, un canon de quatre livres et deux canons de 3 livres,.

## Suites
Le lieutenant-colonel Whitelocke laisse à Tiburon une garnison constituée de 50 hommes du 13e régiment d'infanterie, commandés par le lieutenant Baskerfield, de troupes coloniales, et du corps de Jean Kina,. Le camp des Irois, n'étant plus considéré comme nécessaire, est démantelé.